# Nanna atripes
Nanna atripes är en tvåvingeart som först beskrevs av Malloch 1931.  Nanna atripes ingår i släktet Nanna och familjen kolvflugor. Inga underarter finns listade i Catalogue of Life.